# Arsia Mons
Arsia Mons és el més meridional dels tres volcans que componen la col·lectivitat coneguda com Tharsis Montes, a les rodalies de l'equador del planeta Mart. Al nord d'Arsia Mons s'hi troben Pavonis Mons i Ascraeus Mons. El volcà més gran del planeta, i de tot el sistema solar, l'Olympus Mons, s'hi troba al nord-oest.
Arsia Mons mesura 430 km de diàmetre, i s'eleva 16 km sobre el "datum" marcià (més de 9 km més que les seves planes circumdants), i la caldera del seu cim mesura més de 115 km d'amplària. Experimenta una pressió atmosfèrica menor de 107 Pa Després de l'Olympus Mons, és el segon volcà més gran en volum. El volcà s'hi troba localitzat a les coordenades 8° 15′ 36″ S, 239° 54′ 36″ E.

## Forats en Arsia Mons

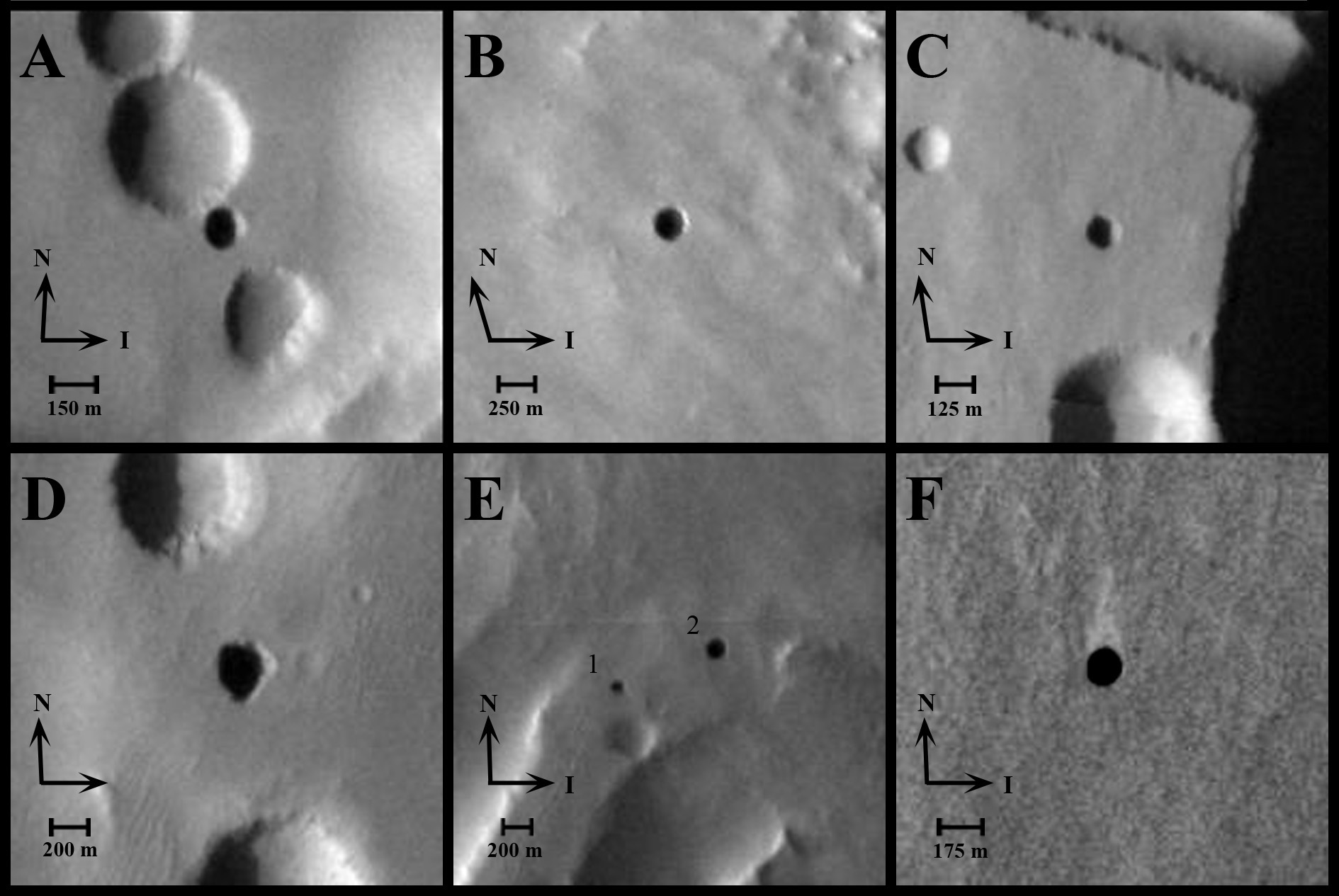
Coves captades per satèl·lits de la NASA.

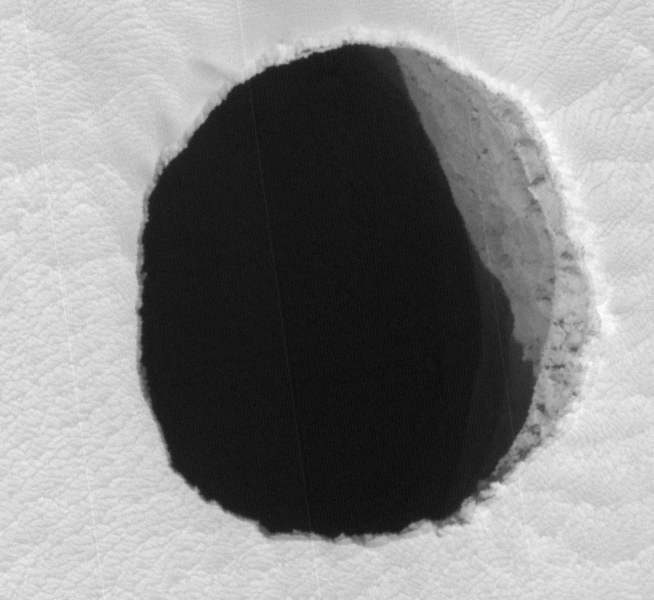
Imatge més recent on s'aprecia l'ombra en la paret d'una de les coves (NASA).

El 2007 diferents satèl·lits van captar imatges de set suposades entrades a la muntanya, assemblant-se a les claraboies formades per l'esfondrament dels sostres de la cova. Les coves estan a les següents coordenades:
- Dena (6° 05′ 02″ S, 239° 03′ 40″ E / 6.084°S,239.061°E
- Chloë (4° 55′ 34″ S, 239° 11′ 35″ E / 4.926°S,239.193°E
- Wendy (8° 05′ 56″ S, 240° 14′ 31″ E / 8.099°S,240.242°E
- Annie (6° 16′ 01″ S, 240° 00′ 18″ E / 6.267°S,240.005°E
- Abbey i Nikki (8° 29′ 53″ S, 240° 20′ 56″ E / 8.498°S,240.349°E
- Jeanne (5° 38′ 10″ S, 241° 15′ 32″ E / 5.636°S,241.259°E

No obstant això, a causa de l'altitud extrema, segons la NASA és inversemblant que puguen albergar qualsevol forma de vida marciana.
Una fotografia més recent d'una de les coves demostra la llum del sol il·luminant una paret lateral, suggerint que pot simplement ser un clot vertical més aviat que una entrada a un espai subterrani més gran. No obstant això, la foscor d'aquesta característica implica que ha de tenir almenys 78 metres de profunditat.